# توني سميث
توني سميث (بالإنجليزية: Tony Smith)‏ (20 فبراير 1957 في المملكة المتحدة - ) هو لاعب كرة قدم بريطاني في مركز الدفاع. لعب مع نادي بيتربورو يونايتد ونادي هارتلبول يونايتد ونيوكاسل يونايتد ونادي هاليفاكس تاون ونيوكاسل بلوستار ‏.

## وصلات خارجية
- توني سميث على موقع قاعدة بيانات كرة القدم.إي يو (الإنجليزية)